# José II del Sacro Imperio Romano Germánico

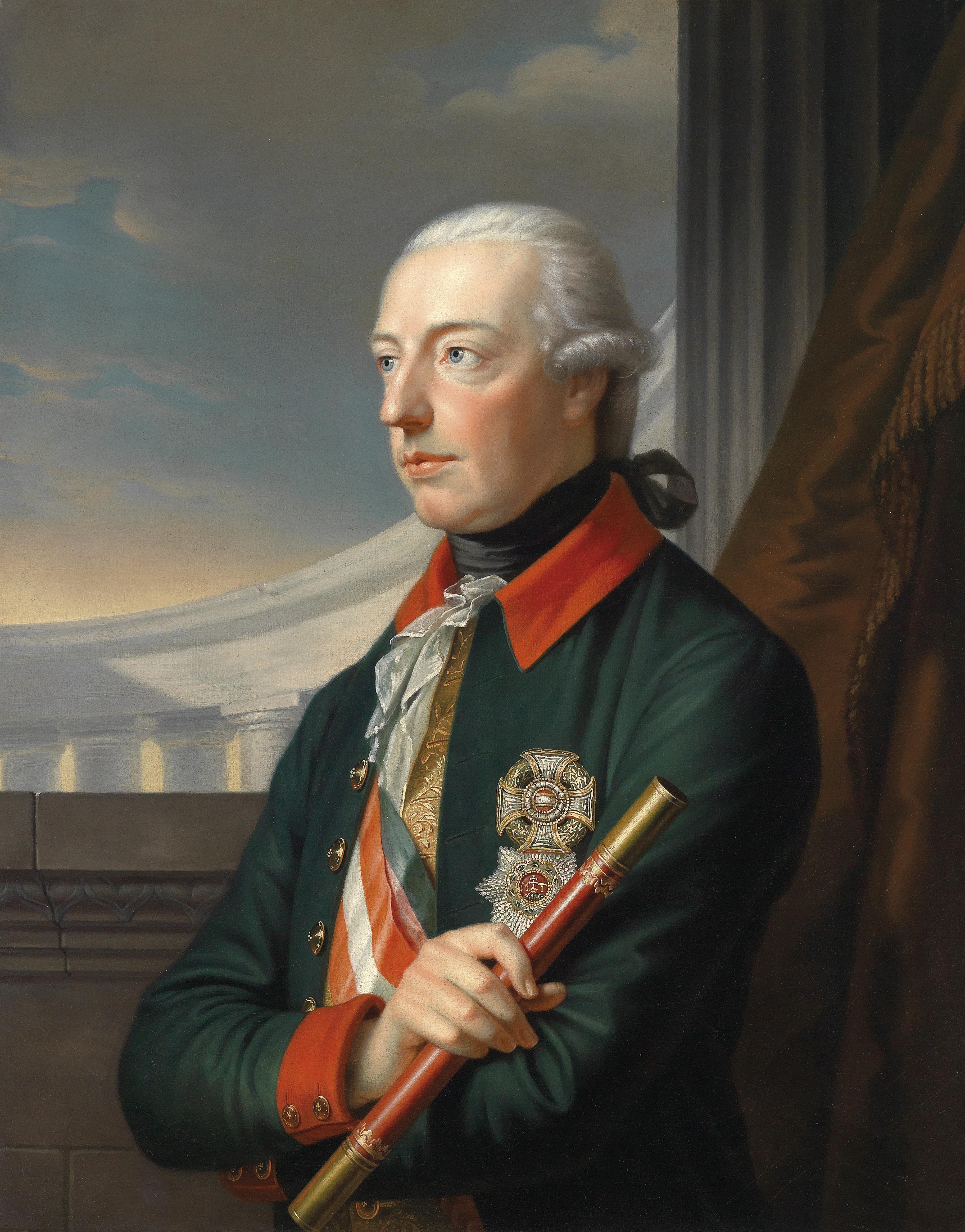
José II por Carl von Sales

José II (13 de marzo de 1740-20 de febrero de 1790) fue un archiduque austriaco del siglo XVIII y luego emperador del Sacro Imperio Romano Germánico de 1765 a 1790, rey de Hungría (1780-1790) y rey de Bohemia (1780-1790). 
Sus contemporáneos lo admiraban por su gran cultura y por su habilidad para gobernar, incluso muchos historiadores modernos lo consideraban un genio.

## Biografía
Era hijo de la archiduquesa María Teresa y del emperador Francisco I, hermano de María Antonieta reina de Francia, así como de quien sería su sucesor Leopoldo II. 
Fue elegido rey de Romanos en 1764 y emperador del Sacro Imperio Romano Germánico en 1765. Comenzó a reinar junto a su madre pero no obtuvo el gobierno efectivo hasta la muerte de esta en 1780, a quien sucedió como rey de Hungría y de Bohemia.

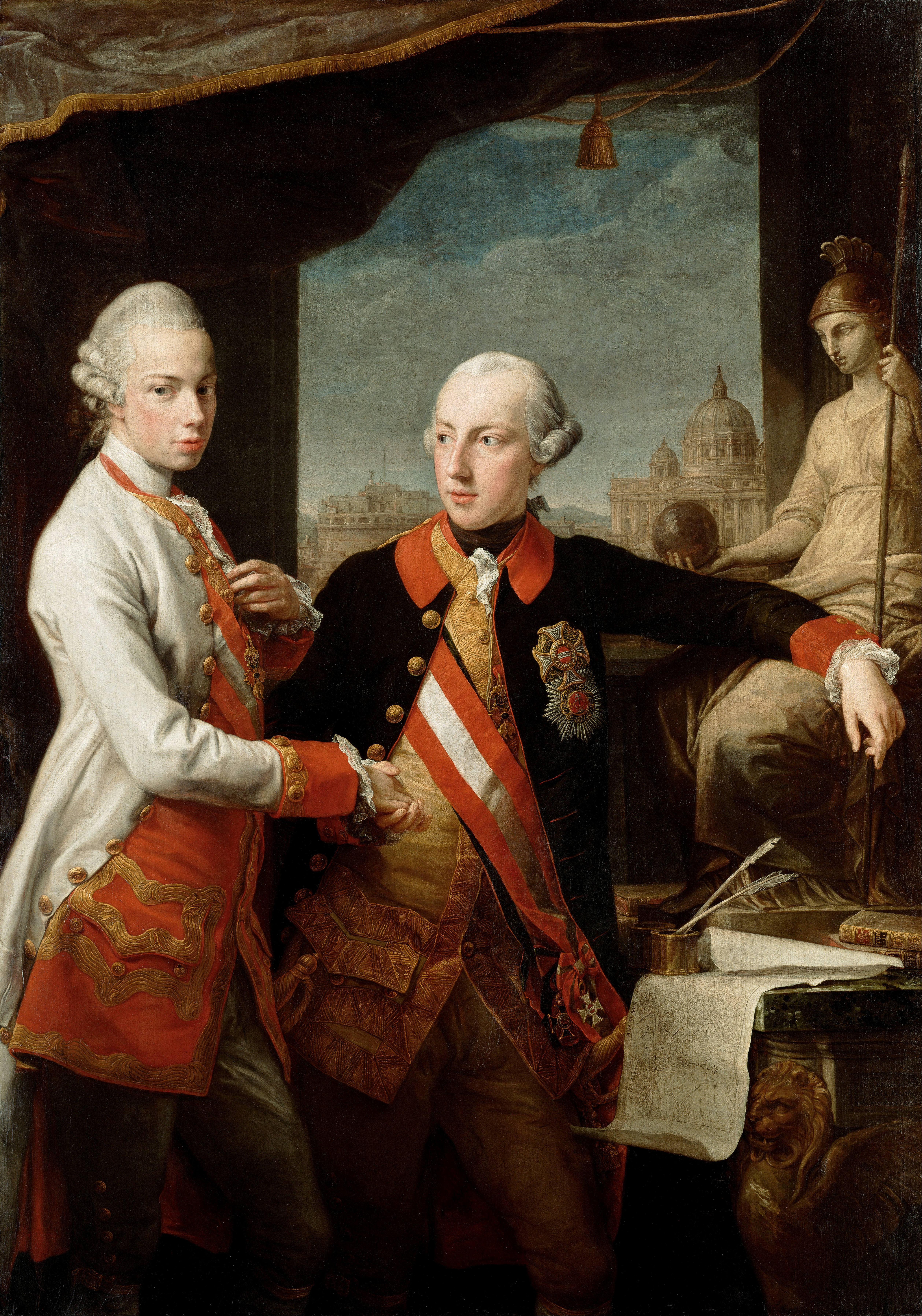
José II (derecha) con su hermano Leopoldo, entonces gran duque de Toscana, en 1769.

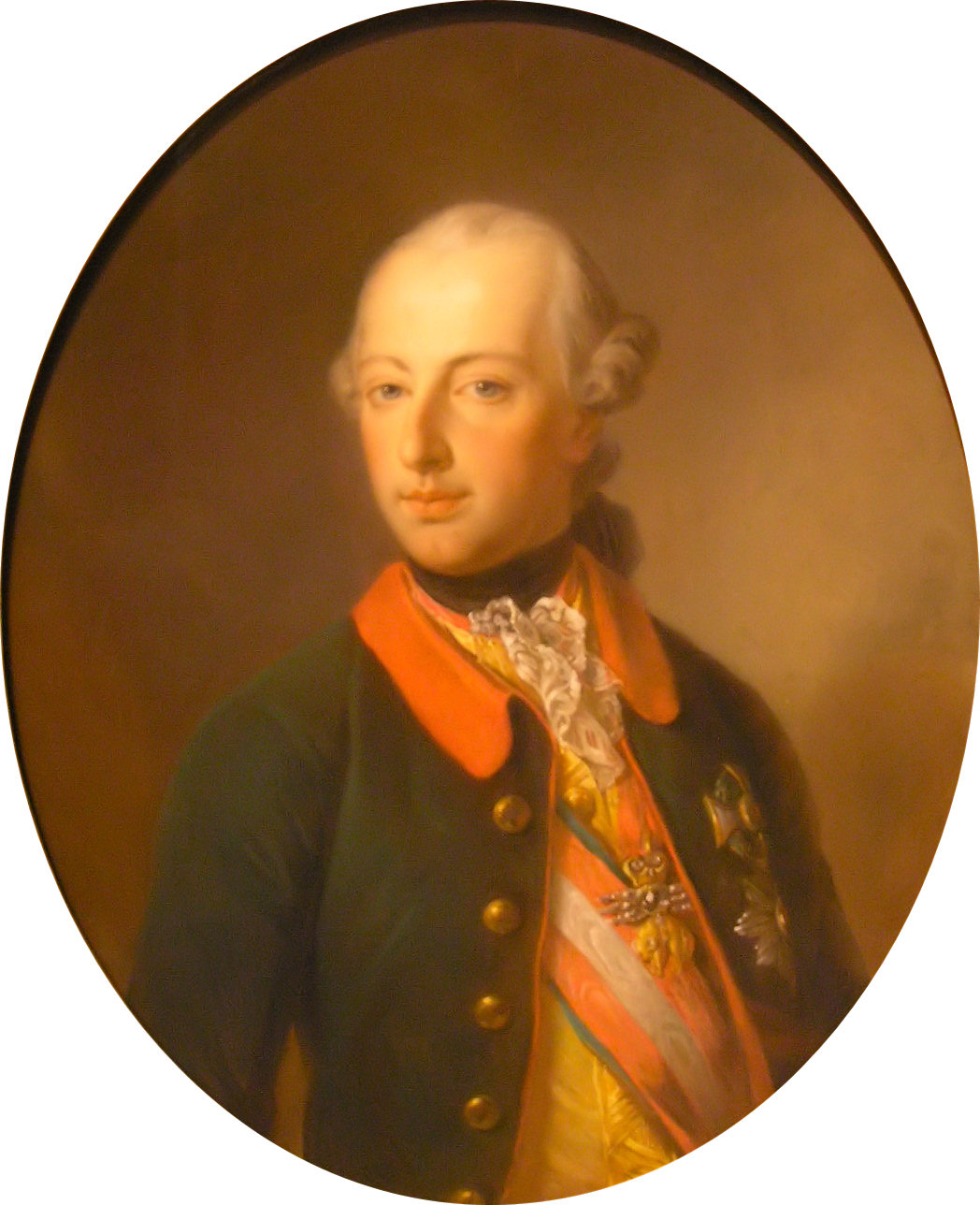
José II por Georg Decker.

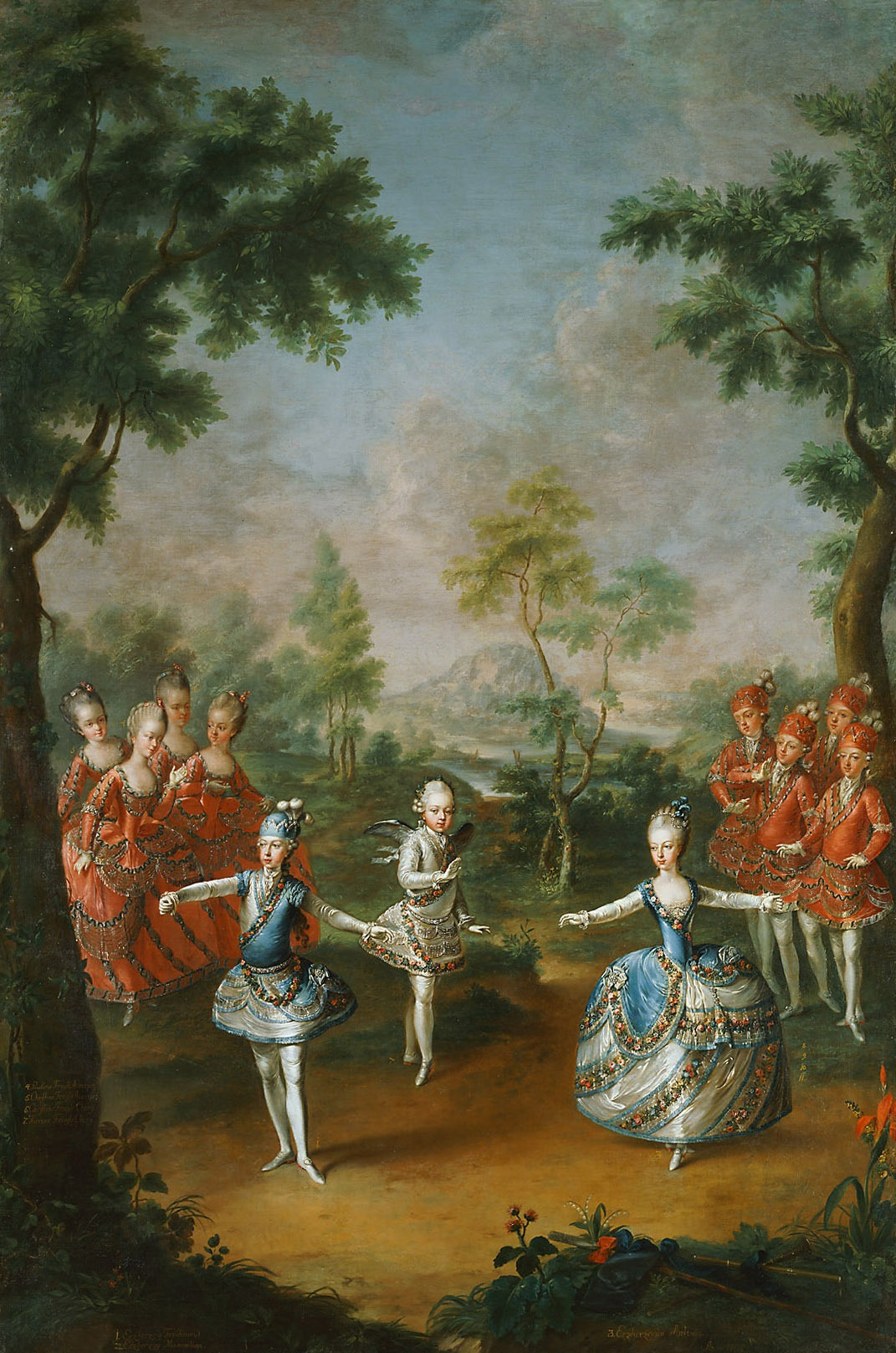
Fiesta organizada para celebrar el matrimonio del emperador José II con la princesa Josefa de Baviera el 23 de enero de 1765. Obra de Johann Georg Weikert. El hermano de José II, el archiduque Maximiliano interpreta a Cupido, el archiduque Fernando al novio y la archiduquesa María Antonieta a la novia.

Se considera uno de los representantes del despotismo ilustrado, ya que gobernó apoyado e influido por su canciller de Estado Kaunitz. Mostró interés por las ideas enciclopedistas. Intentó modernizar, impulsar y racionalizar el funcionamiento de la administración con un programa de reformas para construir un Estado unitario centralizado con el alemán como lengua administrativa. 
Inició una política de liberalización comercial, fomentó el desarrollo de la "industria" y unificó el sistema fiscal, iniciativas basadas en ideas mercantilistas con las que trató de impulsar la economía. Abolió la servidumbre y las corporaciones al dar garantías a los campesinos sobre la propiedad, permitiendo así su emancipación. Puso fin a las prestaciones de trabajo entre campesinos, sentó las bases de la tolerancia religiosa al poner fin a las persecuciones de ortodoxos y protestantes, mejoró y secularizó la educación y creó nuevas universidades. Durante el Primer Reparto de Polonia, en 1772, anexionó Galitzia a los dominios de los Habsburgo, en contra de la opinión de su madre.
El 29 de noviembre de 1780 subió al trono húngaro tras la muerte de su madre María Teresa. Sin embargo, por decisión propia, no se hizo coronar y tampoco hizo el juramento del monarca ante los húngaros. De esta manera, no estaba comprometido a respetar las leyes que protegían a los húngaros del poder absoluto del monarca de turno. Ante esto, fue apodado "El rey Asombrerado" (en húngaro: "kalapos király"), puesto que no usó la corona húngara, sino solo sombreros.
Pronto extendió su influencia sobre los reinos bajo su control, llevó a cabo reformas educativas y eclesiásticas y en 1784 ordenó que el alemán fuese la lengua oficial de Hungría, lo que generó gran descontento entre la nobleza y el campesinado húngaro. José II se enfrentó a suecos y otomanos. A estos últimos, en 1785, les arrebató Bukovina. Planeó la anexión de Baviera, pero la resistencia de Prusia y el resultado de la guerra de sucesión bávara se lo impidieron. Estrechó las relaciones con Rusia, a la que apoyó frente a Turquía en una guerra en la que se invadió Austria.
Pasó un tercio de su reinado viajando. Para evitar ceremonias engorrosas, a menudo viajaba bajo el nombre de Conde de Falkenstein (genuino título suyo), con un séquito reducido, y alojándose en hostelerías del camino.
Fue contemporáneo y protector de Wolfgang Amadeus Mozart y a Antonio Salieri. Asimismo lo fue de Beethoven quien escribió la cantata Auf den Tod Kaiser Josephs II en su memoria.

## Matrimonio

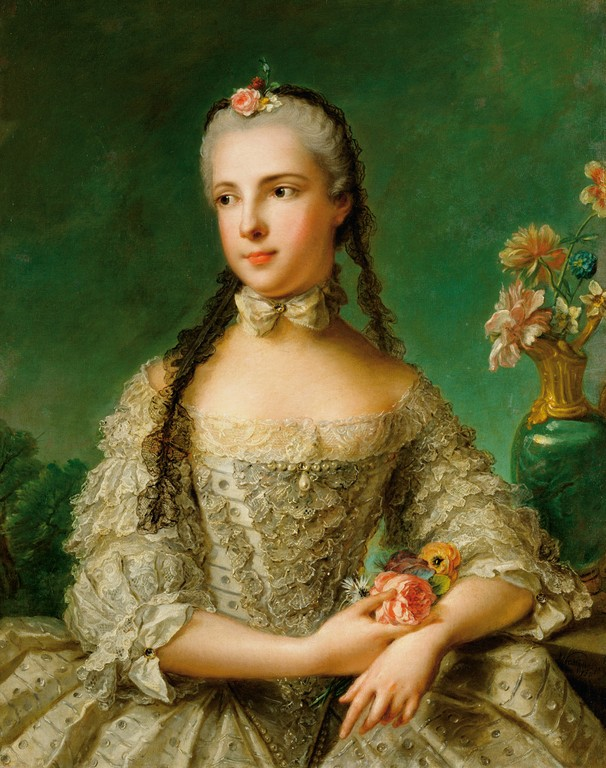
Isabel de Borbón-Parma (1741-1763), su primera esposa.

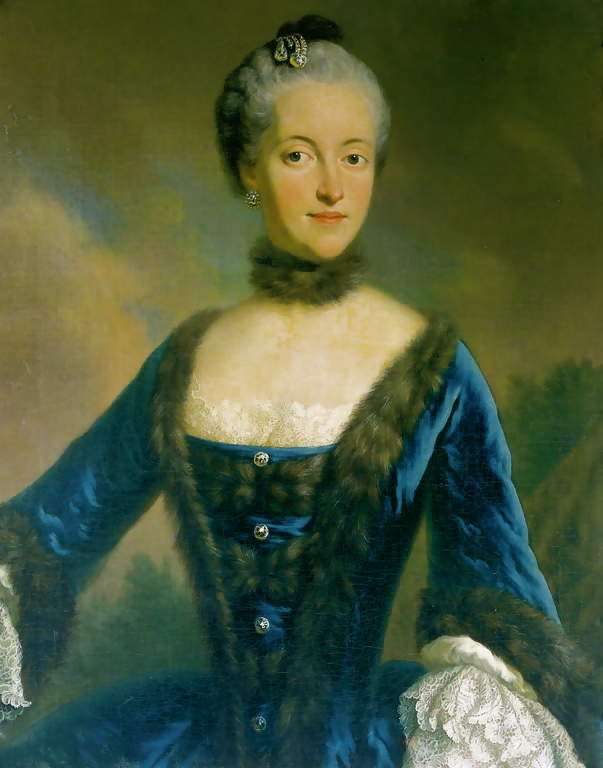
Josefa de Baviera (1739-1767), su segunda esposa.

José II contrajo matrimonio en dos ocasiones:
La primera con la princesa Isabel de Borbón-Parma, hija del duque Felipe I de Parma y de la princesa Luisa Isabel de Borbón, de quien estuvo profundamente enamorado y con la que tuvo dos hijas:
- María Teresa de Habsburgo (1762-1770). Murió de neumonía con siete años; su muerte afectó hondamente a su padre hasta la suya propia.
- Cristina de Habsburgo (*/† 1763). Nació prematura y murió poco después de su nacimiento, al igual que la madre, quien falleció poco después del parto.

Tras el fallecimiento de su primera esposa, se casó con su prima, con quien no tuvo hijos; Josefa de Baviera (1739-1767), hija de Carlos Alberto, elector de Baviera y de la archiduquesa María Amelia (prima de María Teresa I). A este segundo matrimonio accedió de muy mala gana ya que hubiese preferido casarse con la infanta María Luisa de Parma, hermana menor de su fallecida Isabel, a quien se le parecía físicamente, pero esta ya se encontraba comprometida con el futuro Carlos IV de España.
Como a José II no le sobrevivieron hijos, le sucedió su hermano Leopoldo II.

## El Josefismo
Fue una teoría política introducida durante el reinado de José II, que alteró las relaciones que habían mantenido hasta entonces la Iglesia católica y la monarquía de los Habsburgo.  
Conforme a esta visión, la Iglesia únicamente tenía potestades sobre el campo dogmático-moral de sus fieles; en consecuencia, los asuntos de carácter secular en territorio austríaco (incluida la administración de la propia Iglesia con sus cuantiosos bienes y rentas) debían quedar sujetos a las leyes y autoridades del Estado, estableciendo de esta manera las bases de una Iglesia nacional, según los principios de la Ilustración, dejando que el Estado tomara la dirección y control de la política religiosa. También se suprimieron las exenciones y dispensas otorgadas por el papa en territorio austríaco, porque se consideraba que afectaban a la soberanía del monarca. 
Este sistema de gobierno se mostró muy tolerante con el resto de confesiones, lo que se plasmó como realidad en la Patente de Tolerancia de 1781; por medio de la cual se otorgó tolerancia religiosa a los protestantes y emancipación, por primera vez en Europa, a los judíos.
Las reformas de José II pronto levantaron voces en su contra; acabaría fracasando por la oposición de los obispos, quienes se negaban a perder sus privilegios, además de por ser un sistema cuya audacia no se enmarcaba bien en la época en que se desarrolló.
El sucesor de José II, Leopoldo, tuvo que ceder, si bien logró salvar lo fundamental de la doctrina que como tendencia sobrevivió en la restauración.

## Títulos y tratamientos
Esta tabla aún no está actualizada. Puedes contribuir aportando información sobre títulos y tratamientos de esta persona.

## Ancestros
| \| \| \| \| \| \| \| \| \| \| \| \| \| \| \| \| \| \| \| \| 16. Nicolás II de Lorena \| \| \| \| \| \| \| \| \| \| \| \| \| \| \| \| \| \| \| \| \| \| \| \| \| \| \| \| \| \| \| \| \| \| \| \| \| \| \| \| \| \| \| \| \| \| \| \| \| \| \| \| \| \| 8. Carlos V de Lorena \| \| \| \| \| \| \| \| \| \| \| \| \| \| \| \| \| \| \| \| \| \| \| \| \| \| \| \| \| \| \| \| \| \| \| \| \| \| \| \| \| \| \| \| \| \| \| \| \| \| \| \| \| \| 17. Claudia de Lorena \| \| \| \| \| \| \| \| \| \| \| \| \| \| \| \| \| \| \| \| \| \| \| \| \| \| \| \| \| \| \| \| \| \| \| \| \| \| \| \| \| \| \| \| \| \| \| \| \| \| \| \| \| \| 4. Leopoldo I de Lorena \| \| \| \| \| \| \| \| \| \| \| \| \| \| \| \| \| \| \| \| \| \| \| \| \| \| \| \| \| \| \| \| \| \| \| \| \| \| \| \| \| \| \| \| \| \| \| \| \| \| \| \| \| \| 18. Fernando III de Habsburgo \| \| \| \| \| \| \| \| \| \| \| \| \| \| \| \| \| \| \| \| \| \| \| \| \| \| \| \| \| \| \| \| \| \| \| \| \| \| \| \| \| \| \| \| \| \| \| \| \| \| \| \| \| \| 9. Leonor María Josefa de Habsburgo \| \| \| \| \| \| \| \| \| \| \| \| \| \| \| \| \| \| \| \| \| \| \| \| \| \| \| \| \| \| \| \| \| \| \| \| \| \| \| \| \| \| \| \| \| \| \| \| \| \| \| \| \| \| 19. Leonor de Mantua \| \| \| \| \| \| \| \| \| \| \| \| \| \| \| \| \| \| \| \| \| \| \| \| \| \| \| \| \| \| \| \| \| \| \| \| \| \| \| \| \| \| \| \| \| \| \| \| \| \| \| \| \| \| 2. Francisco I del Sacro Imperio Romano Germánico \| \| \| \| \| \| \| \| \| \| \| \| \| \| \| \| \| \| \| \| \| \| \| \| \| \| \| \| \| \| \| \| \| \| \| \| \| \| \| \| \| \| \| \| \| \| \| \| \| \| \| \| \| \| 20. Luis XIII de Francia \| \| \| \| \| \| \| \| \| \| \| \| \| \| \| \| \| \| \| \| \| \| \| \| \| \| \| \| \| \| \| \| \| \| \| \| \| \| \| \| \| \| \| \| \| \| \| \| \| \| \| \| \| \| 10. Felipe I de Orleans \| \| \| \| \| \| \| \| \| \| \| \| \| \| \| \| \| \| \| \| \| \| \| \| \| \| \| \| \| \| \| \| \| \| \| \| \| \| \| \| \| \| \| \| \| \| \| \| \| \| \| \| \| \| 21. Ana de Austria \| \| \| \| \| \| \| \| \| \| \| \| \| \| \| \| \| \| \| \| \| \| \| \| \| \| \| \| \| \| \| \| \| \| \| \| \| \| \| \| \| \| \| \| \| \| \| \| \| \| \| \| \| \| 5. Isabel Carlota de Orleans \| \| \| \| \| \| \| \| \| \| \| \| \| \| \| \| \| \| \| \| \| \| \| \| \| \| \| \| \| \| \| \| \| \| \| \| \| \| \| \| \| \| \| \| \| \| \| \| \| \| \| \| \| \| 22. Carlos I Luis del Palatinado \| \| \| \| \| \| \| \| \| \| \| \| \| \| \| \| \| \| \| \| \| \| \| \| \| \| \| \| \| \| \| \| \| \| \| \| \| \| \| \| \| \| \| \| \| \| \| \| \| \| \| \| \| \| 11. Isabel Carlota del Palatinado \| \| \| \| \| \| \| \| \| \| \| \| \| \| \| \| \| \| \| \| \| \| \| \| \| \| \| \| \| \| \| \| \| \| \| \| \| \| \| \| \| \| \| \| \| \| \| \| \| \| \| \| \| \| 23. Carlota de Hesse-Kassel \| \| \| \| \| \| \| \| \| \| \| \| \| \| \| \| \| \| \| \| \| \| \| \| \| \| \| \| \| \| \| \| \| \| \| \| \| \| \| \| \| \| \| \| \| \| \| \| \| \| \| \| \| \| 1. José II de Habsburgo \| \| \| \| \| \| \| \| \| \| \| \| \| \| \| \| \| \| \| \| \| \| \| \| \| \| \| \| \| \| \| \| \| \| \| \| \| \| \| \| \| \| \| \| \| \| \| \| \| \| \| \| \| \| 24. Fernando III de Habsburgo \| \| \| \| \| \| \| \| \| \| \| \| \| \| \| \| \| \| \| \| \| \| \| \| \| \| \| \| \| \| \| \| \| \| \| \| \| \| \| \| \| \| \| \| \| \| \| \| \| \| \| \| \| \| 12. Leopoldo I de Habsburgo \| \| \| \| \| \| \| \| \| \| \| \| \| \| \| \| \| \| \| \| \| \| \| \| \| \| \| \| \| \| \| \| \| \| \| \| \| \| \| \| \| \| \| \| \| \| \| \| \| \| \| \| \| \| 25. María Ana de Austria \| \| \| \| \| \| \| \| \| \| \| \| \| \| \| \| \| \| \| \| \| \| \| \| \| \| \| \| \| \| \| \| \| \| \| \| \| \| \| \| \| \| \| \| \| \| \| \| \| \| \| \| \| \| 6. Carlos VI del Sacro Imperio Romano Germánico \| \| \| \| \| \| \| \| \| \| \| \| \| \| \| \| \| \| \| \| \| \| \| \| \| \| \| \| \| \| \| \| \| \| \| \| \| \| \| \| \| \| \| \| \| \| \| \| \| \| \| \| \| \| 26. Felipe Guillermo, elector Palatino \| \| \| \| \| \| \| \| \| \| \| \| \| \| \| \| \| \| \| \| \| \| \| \| \| \| \| \| \| \| \| \| \| \| \| \| \| \| \| \| \| \| \| \| \| \| \| \| \| \| \| \| \| \| 13. Leonor Magdalena de Neoburgo \| \| \| \| \| \| \| \| \| \| \| \| \| \| \| \| \| \| \| \| \| \| \| \| \| \| \| \| \| \| \| \| \| \| \| \| \| \| \| \| \| \| \| \| \| \| \| \| \| \| \| \| \| \| 27. Isabel Amalia de Hesse-Darmstadt \| \| \| \| \| \| \| \| \| \| \| \| \| \| \| \| \| \| \| \| \| \| \| \| \| \| \| \| \| \| \| \| \| \| \| \| \| \| \| \| \| \| \| \| \| \| \| \| \| \| \| \| \| \| 3. María Teresa I de Austria \| \| \| \| \| \| \| \| \| \| \| \| \| \| \| \| \| \| \| \| \| \| \| \| \| \| \| \| \| \| \| \| \| \| \| \| \| \| \| \| \| \| \| \| \| \| \| \| \| \| \| \| \| \| 28. Antonio Ulrico de Brunswick-Wolfenbüttel \| \| \| \| \| \| \| \| \| \| \| \| \| \| \| \| \| \| \| \| \| \| \| \| \| \| \| \| \| \| \| \| \| \| \| \| \| \| \| \| \| \| \| \| \| \| \| \| \| \| \| \| \| \| 14. Luis Rodolfo de Brunswick-Luneburgo \| \| \| \| \| \| \| \| \| \| \| \| \| \| \| \| \| \| \| \| \| \| \| \| \| \| \| \| \| \| \| \| \| \| \| \| \| \| \| \| \| \| \| \| \| \| \| \| \| \| \| \| \| \| 29. Isabel de Schleswig-Holstein-Sonderburgo \| \| \| \| \| \| \| \| \| \| \| \| \| \| \| \| \| \| \| \| \| \| \| \| \| \| \| \| \| \| \| \| \| \| \| \| \| \| \| \| \| \| \| \| \| \| \| \| \| \| \| \| \| \| 7. Isabel Cristina de Brunswick-Wolfenbüttel \| \| \| \| \| \| \| \| \| \| \| \| \| \| \| \| \| \| \| \| \| \| \| \| \| \| \| \| \| \| \| \| \| \| \| \| \| \| \| \| \| \| \| \| \| \| \| \| \| \| \| \| \| \| 30. Alberto Ernesto I de Öttingen-Öttingen \| \| \| \| \| \| \| \| \| \| \| \| \| \| \| \| \| \| \| \| \| \| \| \| \| \| \| \| \| \| \| \| \| \| \| \| \| \| \| \| \| \| \| \| \| \| \| \| \| \| \| \| \| \| 15. Cristina Luisa de Oettingen-Oettingen \| \| \| \| \| \| \| \| \| \| \| \| \| \| \| \| \| \| \| \| \| \| \| \| \| \| \| \| \| \| \| \| \| \| \| \| \| \| \| \| \| \| \| \| \| \| \| \| \| \| \| \| \| \| 31. Cristina Federica de Württemberg \| \| \| \| \| \| \| \| \| \| \| \| \| \| \| \| \| \| \| \| \| \| \| \| \| \| \| \| \| \| \| \| \| \| \| \| \| \| \| \| \| \| \| \| \| \| \| \| \| \| \| \| |                                                   |  |  |  |  |  |  |  |  |  |  |  |  |  |  |  |
| |                                                   |  |  |  |  |  |  |  |  |  |  |  |  |  |  |  |
| | 16. Nicolás II de Lorena                          |  |  |  |  |  |  |  |  |  |  |  |  |  |  |  |
| |                                                   |  |  |  |  |  |  |  |  |  |  |  |  |  |  |  |
| |                                                   |  |  |  |  |  |  |  |  |  |  |  |  |  |  |  |
| | 8. Carlos V de Lorena                             |  |  |  |  |  |  |  |  |  |  |  |  |  |  |  |
| |                                                   |  |  |  |  |  |  |  |  |  |  |  |  |  |  |  |
| |                                                   |  |  |  |  |  |  |  |  |  |  |  |  |  |  |  |
| | 17. Claudia de Lorena                             |  |  |  |  |  |  |  |  |  |  |  |  |  |  |  |
| |                                                   |  |  |  |  |  |  |  |  |  |  |  |  |  |  |  |
| |                                                   |  |  |  |  |  |  |  |  |  |  |  |  |  |  |  |
| | 4. Leopoldo I de Lorena                           |  |  |  |  |  |  |  |  |  |  |  |  |  |  |  |
| |                                                   |  |  |  |  |  |  |  |  |  |  |  |  |  |  |  |
| |                                                   |  |  |  |  |  |  |  |  |  |  |  |  |  |  |  |
| | 18. Fernando III de Habsburgo                     |  |  |  |  |  |  |  |  |  |  |  |  |  |  |  |
| |                                                   |  |  |  |  |  |  |  |  |  |  |  |  |  |  |  |
| |                                                   |  |  |  |  |  |  |  |  |  |  |  |  |  |  |  |
| | 9. Leonor María Josefa de Habsburgo               |  |  |  |  |  |  |  |  |  |  |  |  |  |  |  |
| |                                                   |  |  |  |  |  |  |  |  |  |  |  |  |  |  |  |
| |                                                   |  |  |  |  |  |  |  |  |  |  |  |  |  |  |  |
| | 19. Leonor de Mantua                              |  |  |  |  |  |  |  |  |  |  |  |  |  |  |  |
| |                                                   |  |  |  |  |  |  |  |  |  |  |  |  |  |  |  |
| |                                                   |  |  |  |  |  |  |  |  |  |  |  |  |  |  |  |
| | 2. Francisco I del Sacro Imperio Romano Germánico |  |  |  |  |  |  |  |  |  |  |  |  |  |  |  |
| |                                                   |  |  |  |  |  |  |  |  |  |  |  |  |  |  |  |
| |                                                   |  |  |  |  |  |  |  |  |  |  |  |  |  |  |  |
| | 20. Luis XIII de Francia                          |  |  |  |  |  |  |  |  |  |  |  |  |  |  |  |
| |                                                   |  |  |  |  |  |  |  |  |  |  |  |  |  |  |  |
| |                                                   |  |  |  |  |  |  |  |  |  |  |  |  |  |  |  |
| | 10. Felipe I de Orleans                           |  |  |  |  |  |  |  |  |  |  |  |  |  |  |  |
| |                                                   |  |  |  |  |  |  |  |  |  |  |  |  |  |  |  |
| |                                                   |  |  |  |  |  |  |  |  |  |  |  |  |  |  |  |
| | 21. Ana de Austria                                |  |  |  |  |  |  |  |  |  |  |  |  |  |  |  |
| |                                                   |  |  |  |  |  |  |  |  |  |  |  |  |  |  |  |
| |                                                   |  |  |  |  |  |  |  |  |  |  |  |  |  |  |  |
| | 5. Isabel Carlota de Orleans                      |  |  |  |  |  |  |  |  |  |  |  |  |  |  |  |
| |                                                   |  |  |  |  |  |  |  |  |  |  |  |  |  |  |  |
| |                                                   |  |  |  |  |  |  |  |  |  |  |  |  |  |  |  |
| | 22. Carlos I Luis del Palatinado                  |  |  |  |  |  |  |  |  |  |  |  |  |  |  |  |
| |                                                   |  |  |  |  |  |  |  |  |  |  |  |  |  |  |  |
| |                                                   |  |  |  |  |  |  |  |  |  |  |  |  |  |  |  |
| | 11. Isabel Carlota del Palatinado                 |  |  |  |  |  |  |  |  |  |  |  |  |  |  |  |
| |                                                   |  |  |  |  |  |  |  |  |  |  |  |  |  |  |  |
| |                                                   |  |  |  |  |  |  |  |  |  |  |  |  |  |  |  |
| | 23. Carlota de Hesse-Kassel                       |  |  |  |  |  |  |  |  |  |  |  |  |  |  |  |
| |                                                   |  |  |  |  |  |  |  |  |  |  |  |  |  |  |  |
| |                                                   |  |  |  |  |  |  |  |  |  |  |  |  |  |  |  |
| | 1. José II de Habsburgo                           |  |  |  |  |  |  |  |  |  |  |  |  |  |  |  |
| |                                                   |  |  |  |  |  |  |  |  |  |  |  |  |  |  |  |
| |                                                   |  |  |  |  |  |  |  |  |  |  |  |  |  |  |  |
| | 24. Fernando III de Habsburgo                     |  |  |  |  |  |  |  |  |  |  |  |  |  |  |  |
| |                                                   |  |  |  |  |  |  |  |  |  |  |  |  |  |  |  |
| |                                                   |  |  |  |  |  |  |  |  |  |  |  |  |  |  |  |
| | 12. Leopoldo I de Habsburgo                       |  |  |  |  |  |  |  |  |  |  |  |  |  |  |  |
| |                                                   |  |  |  |  |  |  |  |  |  |  |  |  |  |  |  |
| |                                                   |  |  |  |  |  |  |  |  |  |  |  |  |  |  |  |
| | 25. María Ana de Austria                          |  |  |  |  |  |  |  |  |  |  |  |  |  |  |  |
| |                                                   |  |  |  |  |  |  |  |  |  |  |  |  |  |  |  |
| |                                                   |  |  |  |  |  |  |  |  |  |  |  |  |  |  |  |
| | 6. Carlos VI del Sacro Imperio Romano Germánico   |  |  |  |  |  |  |  |  |  |  |  |  |  |  |  |
| |                                                   |  |  |  |  |  |  |  |  |  |  |  |  |  |  |  |
| |                                                   |  |  |  |  |  |  |  |  |  |  |  |  |  |  |  |
| | 26. Felipe Guillermo, elector Palatino            |  |  |  |  |  |  |  |  |  |  |  |  |  |  |  |
| |                                                   |  |  |  |  |  |  |  |  |  |  |  |  |  |  |  |
| |                                                   |  |  |  |  |  |  |  |  |  |  |  |  |  |  |  |
| | 13. Leonor Magdalena de Neoburgo                  |  |  |  |  |  |  |  |  |  |  |  |  |  |  |  |
| |                                                   |  |  |  |  |  |  |  |  |  |  |  |  |  |  |  |
| |                                                   |  |  |  |  |  |  |  |  |  |  |  |  |  |  |  |
| | 27. Isabel Amalia de Hesse-Darmstadt              |  |  |  |  |  |  |  |  |  |  |  |  |  |  |  |
| |                                                   |  |  |  |  |  |  |  |  |  |  |  |  |  |  |  |
| |                                                   |  |  |  |  |  |  |  |  |  |  |  |  |  |  |  |
| | 3. María Teresa I de Austria                      |  |  |  |  |  |  |  |  |  |  |  |  |  |  |  |
| |                                                   |  |  |  |  |  |  |  |  |  |  |  |  |  |  |  |
| |                                                   |  |  |  |  |  |  |  |  |  |  |  |  |  |  |  |
| | 28. Antonio Ulrico de Brunswick-Wolfenbüttel      |  |  |  |  |  |  |  |  |  |  |  |  |  |  |  |
| |                                                   |  |  |  |  |  |  |  |  |  |  |  |  |  |  |  |
| |                                                   |  |  |  |  |  |  |  |  |  |  |  |  |  |  |  |
| | 14. Luis Rodolfo de Brunswick-Luneburgo           |  |  |  |  |  |  |  |  |  |  |  |  |  |  |  |
| |                                                   |  |  |  |  |  |  |  |  |  |  |  |  |  |  |  |
| |                                                   |  |  |  |  |  |  |  |  |  |  |  |  |  |  |  |
| | 29. Isabel de Schleswig-Holstein-Sonderburgo      |  |  |  |  |  |  |  |  |  |  |  |  |  |  |  |
| |                                                   |  |  |  |  |  |  |  |  |  |  |  |  |  |  |  |
| |                                                   |  |  |  |  |  |  |  |  |  |  |  |  |  |  |  |
| | 7. Isabel Cristina de Brunswick-Wolfenbüttel      |  |  |  |  |  |  |  |  |  |  |  |  |  |  |  |
| |                                                   |  |  |  |  |  |  |  |  |  |  |  |  |  |  |  |
| |                                                   |  |  |  |  |  |  |  |  |  |  |  |  |  |  |  |
| | 30. Alberto Ernesto I de Öttingen-Öttingen        |  |  |  |  |  |  |  |  |  |  |  |  |  |  |  |
| |                                                   |  |  |  |  |  |  |  |  |  |  |  |  |  |  |  |
| |                                                   |  |  |  |  |  |  |  |  |  |  |  |  |  |  |  |
| | 15. Cristina Luisa de Oettingen-Oettingen         |  |  |  |  |  |  |  |  |  |  |  |  |  |  |  |
| |                                                   |  |  |  |  |  |  |  |  |  |  |  |  |  |  |  |
| |                                                   |  |  |  |  |  |  |  |  |  |  |  |  |  |  |  |
| | 31. Cristina Federica de Württemberg              |  |  |  |  |  |  |  |  |  |  |  |  |  |  |  |
| |                                                   |  |  |  |  |  |  |  |  |  |  |  |  |  |  |  |
| |                                                   |  |  |  |  |  |  |  |  |  |  |  |  |  |  |  |

## Memoria y legado

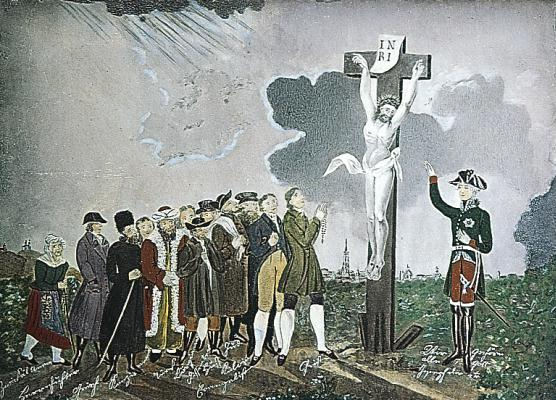
El absolutismo ilustrado de José II incluyó la Patente de Tolerancia, promulgada en 1781, y el Edicto de Tolerancia de 1782.

José II ha sido clasificado junto a Catalina la Grande del Rusia y Federico el Grande de Prusia como uno de los tres grandes monarcas de la Ilustración.
El legado del josefismo perduraría a través de la Ilustración austriaca. Hasta cierto punto, las creencias ilustradas de José II fueron exageradas por el autor de lo que el historiador de José II Derek Beales llama las "falsas cartas de Constantinopla". Consideradas durante mucho tiempo como auténticos escritos de José II, estas obras falsificadas han aumentado erróneamente la memoria del emperador durante siglos. Estas citas legendarias han creado una impresión más grande que la vida de José II como un Voltaire y Diderot-como philosophe, más radical de lo que probablemente fue.
En 1849, la Declaración de Independencia de Hungría declaró que José II no era un verdadero rey de Hungría ya que nunca fue coronado, por lo que cualquier acto de su reinado era nulo.
En 1888, el historiador húngaro Henrik Marczali publicó un estudio en tres volúmenes sobre José, el primer trabajo académico moderno importante sobre su reinado, y el primero en hacer un uso sistemático de la investigación de archivos. Marczali era judío y un producto de la escuela historiográfica liberal-burguesa de Hungría, y retrató a José como un héroe liberal. El erudito ruso Pavel Pavlovich Mitrofanov publicó en 1907 una minuciosa biografía que marcó la pauta durante un siglo, tras ser traducida al alemán en 1910. La interpretación de Mitrofanov era muy perjudicial para José: no era un emperador populista y su liberalismo era un mito; José no se inspiraba en las ideas de la Ilustración sino en la pura política de poder. Era más déspota que su madre. El dogmatismo y la impaciencia fueron las razones de sus fracasos.
P. G. M. Dickson señaló que José II pasó por encima de los antiguos privilegios, libertades y prejuicios de la aristocracia, creándose así muchos enemigos, que al final triunfaron. El intento de José de reformar las tierras húngaras ilustra la debilidad del absolutismo frente a las libertades feudales bien defendidas. Detrás de sus numerosas reformas se encontraba un amplio programa influenciado por las doctrinas del absolutismo ilustrado, el derecho natural, el mercantilismo y la fisiocracia. Con el objetivo de establecer un marco jurídico uniforme que sustituyera a las heterogéneas estructuras tradicionales, las reformas se guiaban, al menos implícitamente, por los principios de libertad e igualdad y se basaban en una concepción de la autoridad legislativa central del Estado. La llegada de José marca una ruptura importante, ya que las reformas precedentes bajo María Teresa no habían cuestionado estas estructuras, pero no hubo una ruptura similar al final de la era josefina. Las reformas iniciadas por José II fueron continuadas en diversos grados bajo su sucesor Leopoldo y sucesores posteriores, y se les dio una forma "austriaca" absoluta y completa en el Allgemeine Bürgerliche Gesetzbuch de 1811. Se ha considerado que proporcionan una base para las reformas posteriores que se extienden hasta el siglo XX, manejadas por políticos mucho mejores que José II.[cita requerida]

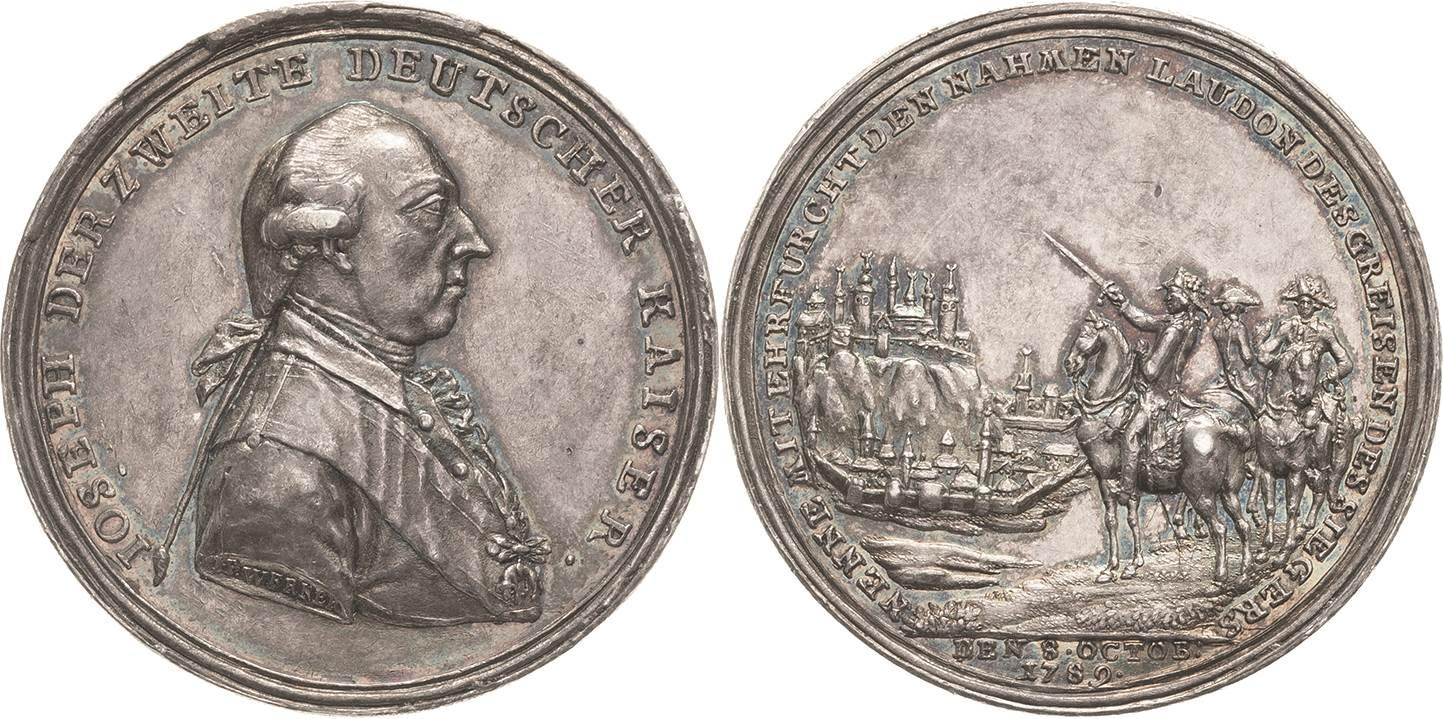
Medalla conmemorativa de la victoria austriaca sobre el Imperio Otomano y el Sitio de Belgrado de 1789.

El erudito estadounidense de origen austriaco Saul K. Padover llegó a un amplio público estadounidense con su colorido El emperador revolucionario: José II de Austria (1934). Padover celebraba el radicalismo de José, afirmando que su "guerra contra los privilegios feudales" le convertía en uno de los grandes "liberadores de la humanidad". Los fracasos de José se atribuían a su impaciencia y falta de tacto, y a sus innecesarias aventuras militares, pero a pesar de todo ello Padover afirmaba que el emperador era el más grande de todos los monarcas de la Ilustración. Mientras que Padover describía una especie de New Deal demócrata, los historiadores nazis de la década de 1930 hicieron de José un precursor de Adolf Hitler.
En los años sesenta del siglo XX comenzó una nueva era de la historiografía. El estadounidense Paul Bernard rechazó las imágenes nacionales, radicales y anticlericales de José y, en su lugar, hizo hincapié en las continuidades a largo plazo. Argumentó que las reformas de José se ajustaban a las necesidades de la época. Muchas fracasaron debido al atraso económico y a la desafortunada política exterior de José. El historiador británico Tim Blanning destacó las profundas contradicciones inherentes a sus políticas que las hicieron fracasar. Por ejemplo, José fomentó las pequeñas explotaciones campesinas, retrasando así la modernización económica que sólo los grandes latifundios podían llevar a cabo. El historiador francés Jean Berenger concluye que, a pesar de sus numerosos reveses, el reinado de José "representó una fase decisiva en el proceso de modernización de la Monarquía austriaca". Los fracasos se debieron a que "simplemente quiso hacer demasiado, demasiado rápido". Szabo concluye que la investigación más importante sobre José es, con mucho, la de Derek Beales, aparecida a lo largo de tres décadas y basada en búsquedas exhaustivas en muchos archivos. Beales examina la personalidad del emperador, con su comportamiento arbitrario y su mezcla de afabilidad e irascibilidad. Beales demuestra que José apreciaba realmente la música de Mozart y que admiraba enormemente sus óperas. Como la mayoría de los estudiosos, Beales tiene una visión negativa de la política exterior de José. Beales considera que José era despótico en el sentido de transgredir las constituciones establecidas y rechazar los buenos consejos, pero no despótico en el sentido de un abuso de poder flagrante.

### Memoria popular

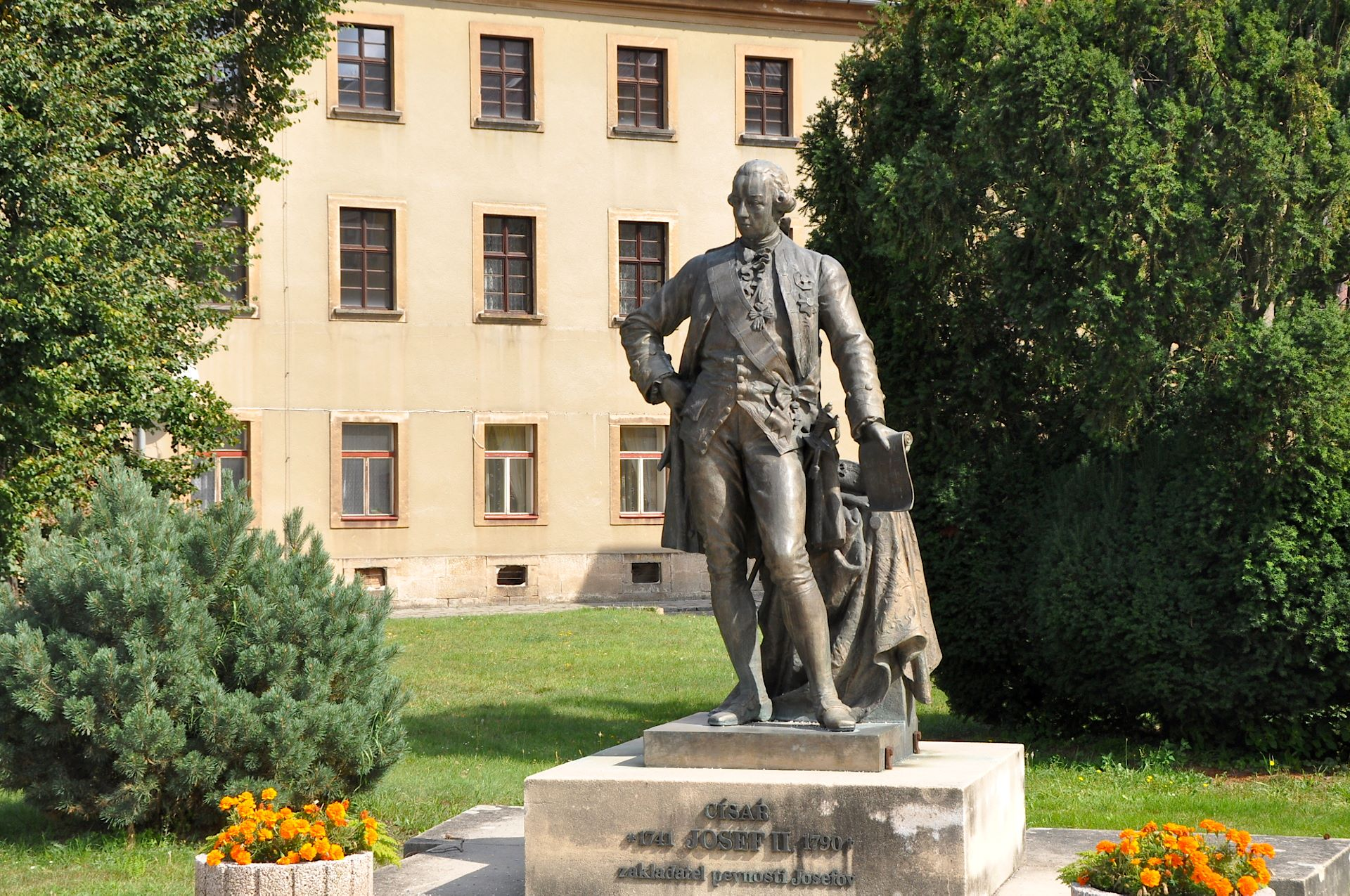
Estatua de José II en la Fortaleza Josefov, República Checa

La imagen de José en la memoria popular ha sido variada. Después de su muerte, el gobierno central le construyó numerosos monumentos en sus tierras. La primera República Checoslovaca derribó los monumentos cuando se independizó en 1918. Mientras que los checos atribuían a José II las reformas educativas, la tolerancia religiosa y la flexibilización de la censura, condenaban sus políticas de centralización y germanización, a las que culpaban de causar un declive en la cultura checa.
El Budapest Distrito de Józsefváros fue nombrado en honor al Emperador en 1777 y lleva este nombre hasta la actualidad.

### Patrón de las artes
Como muchos de los "déspotas ilustrados" de su época, José era un amante y mecenas de las artes y se le recuerda como tal. Era conocido como el "Rey de la Música" y dirigió la alta cultura austriaca hacia una orientación más germánica. Encargó la ópera en alemán Die Entführung aus dem Serail a Mozart. El joven Ludwig van Beethoven recibió el encargo de escribir una Cantata sobre la muerte del emperador José II, pero no se interpretó por su dificultad técnica.
José ocupa un lugar destacado en la obra de teatro de Peter Shaffer y en la película Amadeus. En la versión cinematográfica, el actor Jeffrey Jones lo interpreta como un monarca bienintencionado pero algo aturdido, con una habilidad musical limitada pero entusiasta, fácilmente manipulable por Antonio Salieri; sin embargo, Shaffer ha dejado claro que su obra es una ficción en muchos aspectos y no pretende representar la realidad histórica. José fue interpretado por Danny Huston en la película de 2006 Marie Antoinette.
José también convirtió el glacis defensivo de Viena en un parque público. Las murallas medievales que defendían el centro histórico de Viena estaban rodeadas por un foso y un glacis de unos 500 metros de ancho, que se mantenían libres de vegetación y edificios con fines defensivos. Bajo el mandato de José, el foso se rellenó y se construyeron caminos para carruajes y paseos a través del glacis, y la zona se plantó con árboles ornamentales y se dotó de faroles y bancos. Este espacio público verde perduró hasta la segunda mitad del siglo XIX, cuando se construyeron en él la Ringstrasse y sus edificios asociados.

## Cultura popular
José II fue interpretado magistralmente por Jeffrey Jones en la película de 1984 Amadeus, dirigida por Miloš Forman y centrada en la rivalidad ficticia entre los compositores Wolfgang Amadeus Mozart y Antonio Salieri, donde aparece esporádicamente y como la máxima figura de autoridad. En la película María Antonieta de Sofía Coppola es interpretado por Danny Huston, como hermano de la reina de Francia.